# Дембинский, Бронислав
Бронислав Дембинский (пол. Bronisław Dembiński; 14 августа 1858, Мала Коможа — 23 ноября 1939, Познань) — польский историк, профессор Львовский, Варшавского и Познанского университетов, ректор Львовского университета (1907—1908), политик, дипломат, член. Почетный доктор Оксфордского (1930) и Варшавского (1933) университетов. Действительный член Академии знаний в Кракове (1917), председатель Познанского общества друзей науки (1923—1939), Научного общества во Львове, Варшавского научного общества.

## Биография
Учился в Берлинском и Вроцлавском университетах. Докторскую диссертацию защитил во Вроцлаве (1883), хабилитирован в Ягеллонском университете в Кракове (1886), где с тех пор работал доцентом кафедры всемирной истории. С 1892 года — экстраординарный профессор кафедры всемирной истории, с 1897 года — ординарный профессор, в 1898—1899 годах — декан философского факультета, в 1907—1908 годах — ректор Львовского университета; в 1916—1923 годах — профессор кафедры новой истории Польши Варшавского университета; в 1923—1933 годах — профессор кафедры всемирной истории Познанского университета, с которым продолжал сотрудничать после выхода на пенсию.
В то же время в 1914—1918 годах — депутат австрийского Государственной совета, в 1918—1922 годах — Законодательного сейма Польши; 1918—1920 — вице-министр Министерства религиозных признаний и публичного образования Польши. Возглавлял польскую группу Межпарламентского союза (1919-30) и Международного союза сообществ Лиги Наций (1927).
В 1918 был связан с галицкими консерваторами, впоследствии с католическими кругами. Исследовал историю папства и его с Польшей дипломатических отношений в XVIII—XIX веках.

## Награды и знаки отличия
- Командорский крест ордена Возрождения Польши[1]
- Командорский крест со звездой ордена Возрождения Польши
- Орден Белого льва III степени
- Командорский крест ордена святого Григория Великого
- Офицерский крест ордена Почетного легиона
- Золотая медаль «Alliance Francaise»

## Публикации
- «Nowsza historiografia niemiecka» (1886)
- «O materiałach do dziejów Polski wieku XVI i XVII» (1886)
- «Stosunek włoskiej literatury politycznej do polskiej w XVI wieku» (1888)
- «Upadek polityczny i utrata niepodległości Włoch w epoce Odrodzenia» (1889)
- «Rzym i Europa przed rozpoczęciem trzeciego okresu soboru trydenckiego» (1890)
- «Leon XIII wobec prądów współczesnych» (1893)
- «Papiestwo wobec upadku Polski» (1893)
- «Rosya a rewolucja francuska» (1896)
- «Tajna misja Ukraińca w Berlinie» (1896)
- «U zarania stuleci» (1903)
- «Ostatni wielki mistrz zakonu niemieckiego» (1925)
- «Źródła do dziejów drugiego i trzeciego rozbioru Polski», t. I, (Львов, 1902)
- «Misja Ignacego Potockiego w w Berlinie 1792 roku» (Львов 1939)